# (29427) Oswaldthomas
(29427) Oswaldthomas ist ein Asteroid des Hauptgürtels, der am 7. März 1997 vom österreichischen Amateurastronomen Erich Meyer an der Sternwarte Davidschlag (IAU-Code 540) in der Nähe von Linz in Österreich entdeckt wurde.
Der Himmelskörper wird der Spektralklasse S zugeordnet und besitzt eine Absolute Helligkeit von 16,59 mag.
Der mittlere Durchmesser von (29427) Oswaldthomas wurde mithilfe des Wide-Field Infrared Survey Explorers (WISE) mit 1,407 (±0,151) Kilometer berechnet, die Albedo mit 0,270 (±0,053).
Der Asteroid wurde am 7. Januar 2004 nach dem Astronomen Oswald Thomas (1882–1963) benannt, dem Gründer des Österreichischen Astronomischen Vereins und des Wiener Planetariums.